# Station Verzeille
Station Verzeille is een spoorwegstation in de Franse gemeente Leuc op de grens met de gemeente Verzeille.